# Vilma Hugonnai
Vilma Hugonnai de Szentgyörgy (30. září 1847 Nagytétény – 25. března 1922 Budapešť) byla první maďarskou lékařkou.

## Život
Hraběnka Vilma Hugonnai se narodila jako páté dítě hraběte Kálmána Hugonnaie a Rizy Pánczélyové. Vystudovala medicínu na Curyšské univerzitě a v roce 1879 získala titul. Po návratu do Uher však nemohla zahájit kariéru lékařky, protože uherská správa odmítla uznat její kvalifikaci kvůli pohlaví. Do roku 1897 pracovala jako porodní asistentka, poté uherské úřady její titul uznaly. Mohla tak začít provozovat vlastní lékařskou praxi. První ženou, která získala v Uhrách kvalifikaci, byla v roce 1900 Sarolta Steinbergerová. Ani jedna z nich nesměla vykonávat praxi bez dohledu muže-lékaře, a to až do roku 1913.

## Pocty
Na její počest byla pojmenována planetka 287693 Hugonnaivilma, kterou v roce 2003 objevili maďarští astronomové Krisztián Sárneczky a Brigitta Sipőczová na stanici Piszkéstető. Oficiální pojmenování zveřejnil Minor Planet Center dne 29. srpna 2015 (M.P.C. 95312).